# 多伦多磁学和气象学观测站

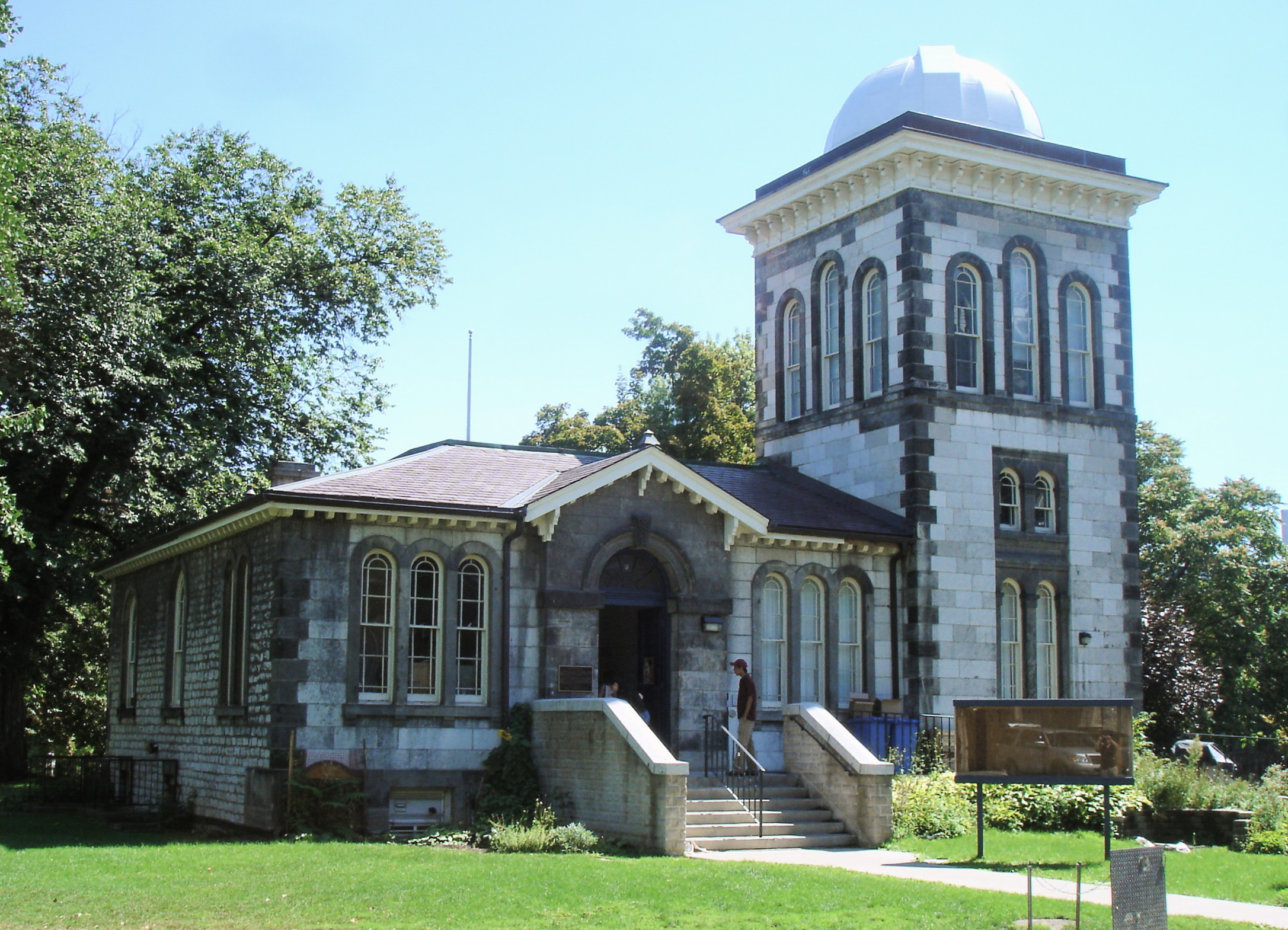
位于多伦多大学校园内的多伦多磁学和气象学天文台

多伦多磁学和气象学观测站（英語：Toronto Magnetic and Meteorological Observatory）位于加拿大安大略多伦多的多伦多大学，是一个历史性的天文台。原有建筑于1840年建成，是爱德华·萨宾为确定地磁偏角波动成因开展的一次全世界范围研究计划的组成部分。多伦多观测点的测量结果证实，太阳黑子对地磁场的影响会导致地磁偏角发生变化。1853年研究计划结束后，加拿大政府将观测站大幅扩张，将其作为该国主要气象站和此后50余年的官方计时器。此外，这座观测站还被视为加拿大天文学的诞生地。

## 萨宾的研究

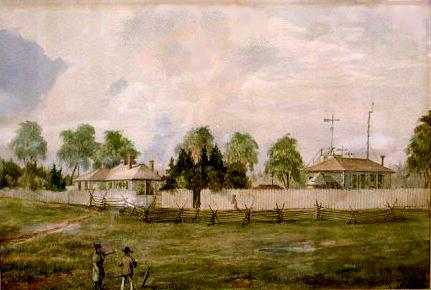
初建时的观测站，由加拿大画家威廉·阿姆斯特朗1852年所绘，观测站的主建筑位于图像右侧，可以看到其圆顶，旁边的另一幢建筑只比围栏高一点。

在不同的地点使用指南针时，其指向往往有所变动，并不完全是同一方向，甚至不同时间在同一地点测量时也会如此。天文学家爱德蒙·哈雷于1701年发现这种情况及其会对航海产生的不利影响。当时的研究认为，造成这种影响的因素可能也会导致天气变化，针对磁场变化的研究可能给天气预报带来进展。
1833年，英国科学促进协会在英国各地开展一系列磁学测量活动。在英国皇家炮兵少校爱德华·萨宾（Edward Sabine）的指挥下，持续数年之久的测量计划拉开帷幕，其结果于1838年公布:309。测量工作进行期间，还有科学家建议将测量范围向全球范围扩展。1836年，德国探险家兼博物学家亚历山大·冯·洪堡致信时任皇家学会主席苏塞克斯公爵，弗雷德里克·奥古斯特亲王（Prince Augustus Frederick, Duke of Sussex），信中称，对于一个领地遍布全球的国家来说，开展这样一个正式项目有非常重要的意义。:3091837年，英国科学促进协会在利物浦召开第7次会议。萨宾在会上宣布，“地球磁场无论如何都是我们生活星球最重要的物理史分支之一”，在他看来，无论是同代人还是子孙后代，都会把这一项目研究视为在海上拼搏的人们最值得追求的事业，对于一个在每个艰巨的事业上都力求拔得头筹的国家来说，这无疑是值得努力达成的成就。:308
1837年，英国政府出资在格林尼治修建磁学观测站。英国科学促进协会继续为在世界各地建设类似观测站奔走呼号，政府于1838年接受建议并拨款。:3091839年，英国政府和皇家学会准备派出4支考察队，分别在开普敦、圣赫勒拿岛、荷巴特和（最后一个）多伦多修建磁学观测站:310。由英国皇家炮兵军官组成的小组被派往各地开展测量工作，前往加拿大的队伍原计划在蒙特利尔近海的圣海伦岛（Saint Helen's Island）修建观测站，但在发现当地岩石存在强烈磁场影响后决定把地点迁至多伦多:312。工作组于1839年抵达多伦多，在约克堡的废弃军营安顿下来后开始建设观测站。观测站获得国王学院以西约4公顷土地，该学院所在地如今属安大略省省议会所有。:331
观测站于1840年建成，正式名称叫“女王陛下在多伦多的磁学和气象学观测站”（Her Majesty's Magnetical and Meteorological Observatory at Toronto）。站内包含两座木质建筑，其中一座放置磁学测量设施，旁边的另一座有约一半埋入地下，主要用于“实验测定”。主建筑的最北侧同放有经纬仪的小型锥形圆顶相连，这里主要通过天文观测来精确认定当地时间。两幢建筑在修建期间尽量少用金属，即便不得不用时也是采用黄铜或铜之类不具磁性的金属或合金。附近还建有小营房，用于安置工作人员。
通过多伦多和荷巴特观测站的测量结果，萨宾发现地磁偏角既有持续数小时的短期波动，又有长达数月的长期偏差。他很快得出结论，认为短期波动是日夜交替所致，长期偏差则是受可见光中的太阳黑子数目影响。针对这一专题，他先后在《自然科学会报》发表两篇介绍性论文。其中第一篇于1851年出版，主要收集早期的测量数据；第二篇于1852年出版，内容同海因利希·史瓦贝的太阳黑子测量密切相关。史瓦贝的研究于1851年经亚历山大·冯·洪堡的《宇宙》变得广为人知。从多伦多观测站获得更多数据后，萨宾得以给出决定性的证明，为期11年的太阳周期引起地球磁场出现类似的周期变化。1856年，他发表了有决定性意义的第3篇论文《较大磁场干扰平均影响的周期性规律》，文中还特别称赞多伦多观测站对此项目的贡献。
1842至1853年，地磁研究先驱约翰·亨利·勒弗罗伊（John Henry Lefroy）爵士担任多伦多观测站站长。1960年，安大略遗产基金会、加拿大公民和文化部在多伦多大学校园内为勒弗罗伊立起纪念牌匾。

## 气象服务

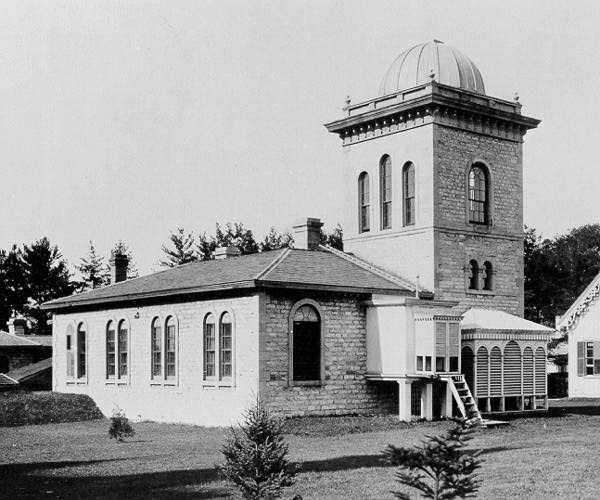
搬迁前的新观测站，照片朝西南方向拍摄。这张图片的方向与下图相同，视角都是塔的左侧。

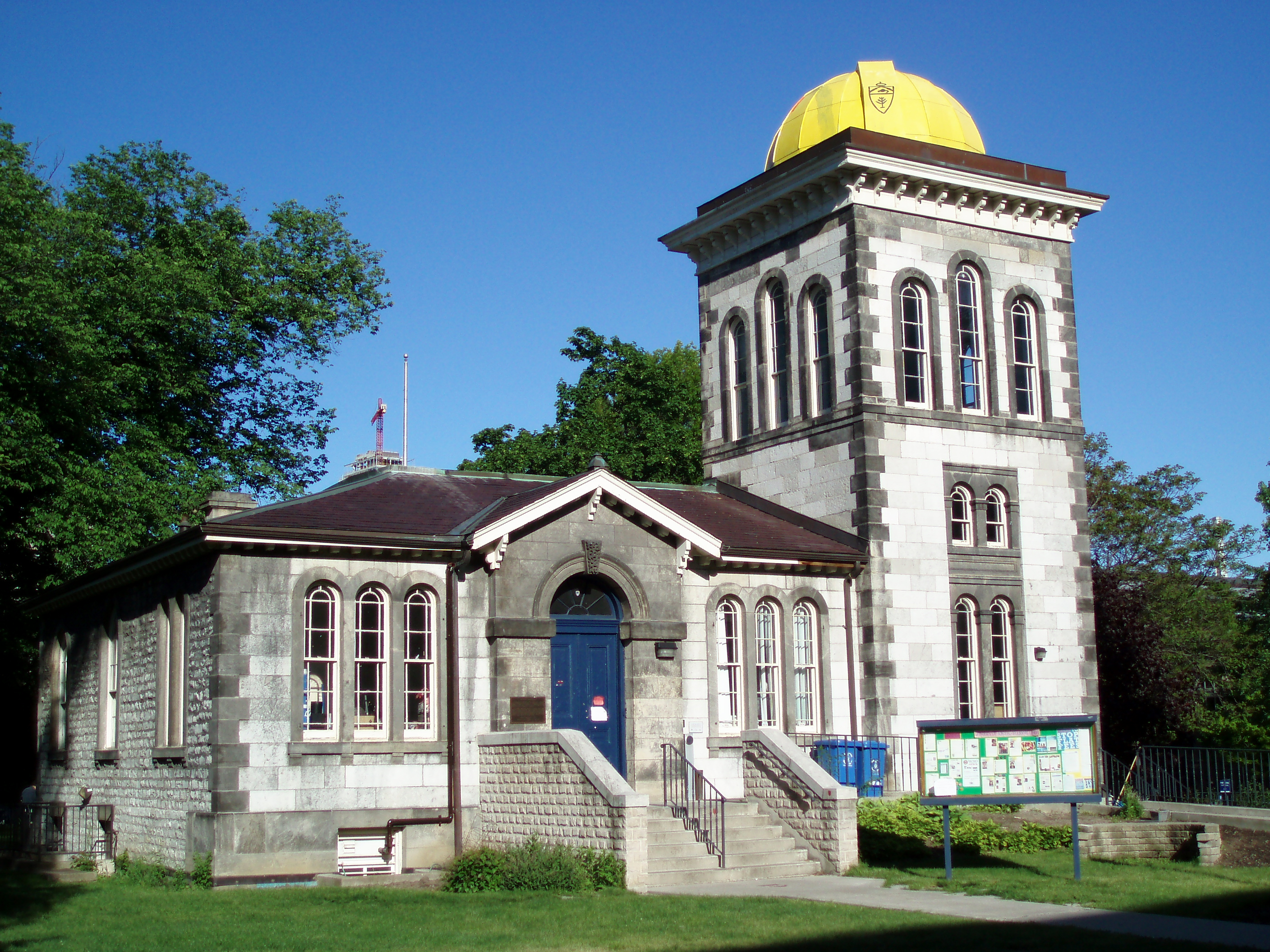
2009年的观测站，照片朝东南偏东方向拍摄。一楼的办公室经过重新定位，其入门原本位于塔的右侧。

皇家学会的研究项目于1853年告一段落后，多伦多的观测站计划废弃，但羽翼未丰的殖民地政府经过长期辩论后决定接管该站运作。位于开普敦、圣赫勒拿岛和荷巴特的观测站之后都走进历史的尘埃，但多伦多的观测站就此存活下来并得到升级，其作用也相应扩张，成为加拿大渔业及海洋部运营的气象站。扩充期间，站内原有的木制建筑也更换成永久性的建筑物。:109
观测站新大楼于1853年经多伦多建筑师弗里德里克·坎伯兰（Frederick Cumberland）设计，他当时还在设计多伦多大学的大学学院，新学院位于观测站以北不远处，用于取代原本的国王学院。新的观测站大楼以石头修筑，旁边是放置经纬仪的塔楼。新大楼于1855年建成，位置正好在如今多伦多大学的集会大厅正门入口对面。:109
作为气象站期间，多伦多观测站会收集加拿大本土312个观测站和美国36个观测站的报告，这些观测站都配有“一个水银气压计、两个温度计（最高和最低温度计各一个），一台用于测量风速的风速计，一个风向标和一个雨量计。”东部标准时间（当时叫“75度经线时间”）每天上午8点到晚上8点，所有报告以编码形式送至多伦多观测站，生成的图表可用于预测未来36小时的天气。预测结果接下来经电报发往全国各地，图表也向报纸和贸易局发布以便公众获知信息。观测站装上电话后还开始应需提供天气预报，这对水果商贩来说非常重要，因为他们需要根据天气情况来计划发货运输。
观测站还有其它用途。1880年，该站所测数据也用于确立标准时间，此后作为加拿大的官方计时器直至1905年才由渥太华的自治领天文台取代。多伦多消防大厅会在每天上午11点55分响铃，铃声正是由多伦多观测站发出的电信号控制。
1881年，站长查尔斯·卡普米尔（Charles Carpmeal）建议为观测站添置高质量的天文望远镜。在他看来，直接对太阳进行观测应该有助于更好地了解太阳黑子对天气的影响（但迟至1910年时，观测站时任站长··斯图帕特才认定“太阳黑子对天气的影响要大于月球的环”）。与此同时，1867年成立的加拿大政府也对参与国际合作、准确记录1882年金星凌日产生浓厚兴趣。观测站获得资金，从公司买下一台150毫米规格的折射望远镜。观测站的圆顶设计原本只适用于尺寸及活动幅度都比较小的设施，但新买的望远镜长度超过2米，这样圆顶的开放幅度就会对望远镜的观测范围产生限制。塔楼内为此修建了一条大石柱，用于将望远镜升至更高的位置，改善视野开阔度和观测的便捷性。但由于天气情况欠佳，新望远镜未能对金星凌日的测量做出贡献，:117并且1895年水星凌日时也因同一原因未能参与测量:115。

## 搬迁

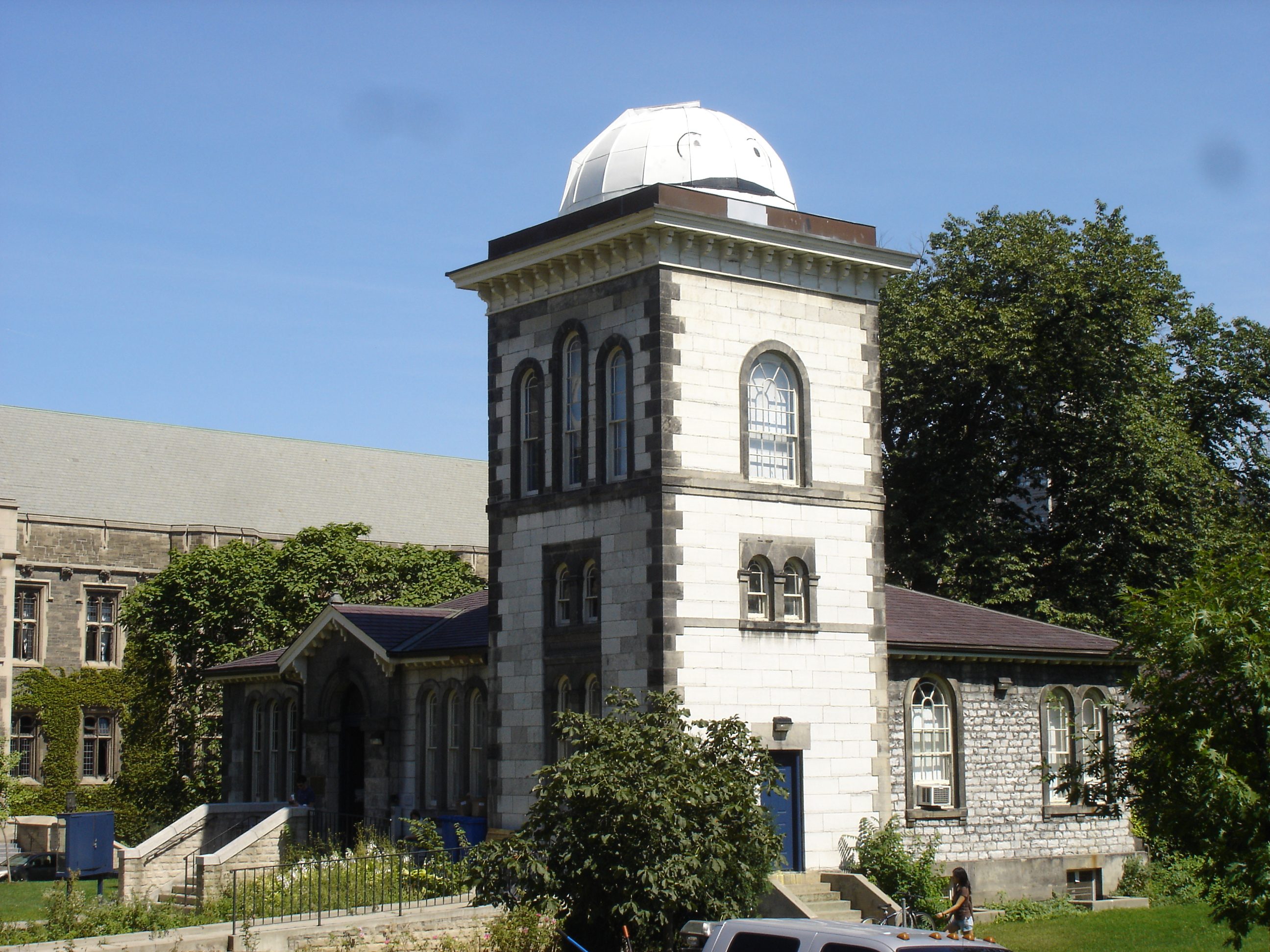
从东北偏北方向拍下的观测站照片，哈特大宅也在背景中。从这张照片来看，塔楼方向的转变更加明显，可以对照上面两张照片。

19世纪90年代，随着多伦多大学的急剧扩张，观测站周围变得越来越拥挤。南面不远处的学院街上新建了电车轨道，观测站周围的现代建筑中大量采用金属，对仪器形成干扰。:1171898年，新的地磁观测站在爱静阁开放，位于大学校园内的观测站从此就只作为气象学和太阳观测站使用。
1907年时，观测站已经完全被新的大学建筑包围，施工产生的灰尘致使气象仪器阻塞，夜间的灯光还导致天文学观测无法进行。气象局决定停用原有大楼，将观测站迁往校园最北侧布鲁尔街上的新大楼，以原有大楼同多伦多大学交换新地块产权:118。之前从公司买下的折射望远镜纯属天文学仪器，对气象观测没有什么作用，但由于没有人接手，也没有其他用途，望远镜还是随气象局一起迁至布鲁尔街的新观测站。多伦多大学接管原本的观测站大楼后本要将之废弃，但经应用科学与工程学讲师路易·博福特·斯图尔特（Louis Beaufort Stewart）争取，大楼得以保留下来，供勘测和大地测量系使用。经斯图尔特安排，大楼在另一个更加适合的地点重建。拆迁工作于1907年进行，原建筑的石块先直接留在原地，冬季过后再用于修建新大楼，新大楼坐落在大学学院主建筑以东不远处，位于哈特大宅（Hart House）以南。:118
1930年，气象局同意将已不再使用的折射望远镜捐给多伦多大学，学校要做的就只是负责运输，最终望远镜和观测站的圆顶均移至哈特大宅以南的观测站大楼内:123。1952年，望远镜又迁至多伦多北部的戴维·邓拉普天文台（David Dunlap Observatory），再于1984年捐献给加拿大科技博物馆（Canada Science and Technology Museum）。大学勘测和大地测量系继续使用观测站大楼直至20世纪50年代，此后这里开始用于多种用途，如警察分局及电话总机等:117。观测站已更名为路易·博福特·斯图尔特观测站，于1953年移交学生管理委员会（如今的多伦多大学学生会）并沿用至今。